# Un monstre est là, derrière la porte
Un monstre est là, derrière la porte est le premier roman de l'écrivaine réunionnaise Gaëlle Bélem publié le 5 mars 2020 aux éditions Gallimard. Le roman reçoit le Grand prix du roman métis en 2020.

## Historique
Un monstre est là, derrière la porte est le premier roman de l'écrivaine réunionnaise Gaëlle Bélem, professeur de latin et d'histoire-géographie dans deux lycées de La Réunion.
Le livre reçoit le 12 novembre 2020 le Grand prix du roman métis décerné par la ville de Saint-Denis à La Réunion,.

## Accueil de la critique
La Croix considère que l'écrivaine originaire de La Réunion « dépeint ce bout de France "au bord du monde" avec un vocabulaire enjoué [... et] brosse à traits vigoureux la misère sociale et culturelle d’une partie des habitants de l’île, parmi lesquels les cafres, Réunionnais d’origine africaine ou malgache ». Pour le réseau La Première, c'est « un récit particulièrement dur et désespéré [qui] parvient à faire sourire, voire rire » en raison d'une « une écriture de virtuose et un humour désopilant » décrivant la vie de la famille Dessaintes sorte de « Rougon-Macquart de Saint-Benoît ».

## Éditions
- Éditions Gallimard, coll. « Continents noirs » 2020  (ISBN 9782072855900)[5].